# Зелёное (Каховский район)
Зелёное (укр. Зелене) — село в Верхнерогачикской поселковой общине Каховского района Херсонской области Украины.
Население по переписи 2001 года составляло 723 человека. Почтовый индекс — 74440. Телефонный код — 5545. Код КОАТУУ — 6521581101.

## Местный совет
74440, Херсонская обл., Верхнерогачикский р-н, с. Зелёное, ул. Корбута, 35